# Pierre Gélinas
Pour les articles homonymes, voir Gélinas.
Pierre Gélinas, né le 5 janvier 1925 à Montréal et mort dans la même ville le 19 janvier 2009, est un journaliste, critique artistique et littéraire, dramaturge, romancier, écrivain québécois et un militant communiste.

## Biographie
D'origine sociale modeste, orphelin de père tôt, il doit interrompre ses études précocement pour gagner sa vie. Dès l'âge de 18 ans, en 1943, il est embauché comme journaliste, chroniqueur artistique et littéraire, à l'hebdomadaire Le Jour, un journal québécois antinationaliste publié de 1937 à 1947, dirigé par Jean-Charles Harvey. Selon Rachel Nadon, « Gélinas propose une pratique de l’interprétation et un discours autonomiste de la critique littéraire qui tranchent avec la ‘‘critique philosophique’’ dominante dans les années 1940 et 1950 au Québec ». Il fait alors connaissance d'un milieu artistique en pleine effervescence, marqué par l'émergence, puis la montée du mouvement automatiste québécois. Il passe ensuite à la section française du Service international de Radio-Canada de 1943 à 1946, année où il devient membre du Parti communiste et s'engage dans le mouvement syndical, motivé par un désir d'action qu'il ne peut déployer dans un cadre administratif jugé trop contraignant et routinier.
Au sein du Parti communiste, Gélinas occupe d'importantes fonctions, entre autres, celles de directeur du journal Combat, l'organe du Parti, et de responsable des questions culturelles et des activités de formation des membres. En tant que dirigeant du Parti, il effectue plusieurs séjours à l'étranger, notamment, dans les pays d'Europe de l'Est. Il quitte le Parti en 1956, à la suite de la publication du rapport Khrouchtchev,.
En 1959, son premier roman Les Vivants, les morts et les autres, fresque politique des luttes syndicales de bûcherons et d'employés d'usines de textile de l'Est de Montréal sous le gouvernement autoritaire de Duplessis, remporte le Prix du Cercle du livre de France. Un deuxième roman, L'Or des Indes, paraît en 1962. S'écoule ensuite plus d'une trentaine d'années avant la publication d'une trilogie romanesque, Saisons: La Neige (1996), Le Soleil (1999), Le Fleuve (2002).
Ses deux premiers romans ne rencontrant pas le succès espéré, Gélinas se tourne vers le théâtre et rédige ainsi, au cours des années 1960, une demi-douzaine de textes dramatiques, la plupart en langue anglaise, qu'il soumet à des théâtres célèbres de Londres et de New York, parmi lesquels trois pièces consacrés à des évènements historiques majeurs du Québec : la Conquête (Wolfe at Quebec), la guerre canado-américaine de 1812 (1812), et les évènements de 1837-1838 (Le 23 novembre à Saint-Denis).
Pierre Gélinas s'éteint le 19 janvier 2009.

## Œuvre

### Romans
- Les Vivants, les morts et les autres, Cercles du livre de France, Montréal, 1959; réédité par les Éditions Trois-Pistoles, Trois-Pistoles, 2010, 318 p.
- L'Or des Indes, Cercle du livre de France, Montréal, 1962
- Saisons I - La Neige, Triptyque, Montréal, 1996
- Saisons II - Le Soleil, Triptyque, Montréal, 1999
- Saisons III - Le Fleuve, Éditions Trois-Pistoles, Trois-Pistoles, 2002
- La Pomme de Picasso ou l'oeuvre discrète de Constantin Moreau, (récit inachevé)